# Gabriel Attal

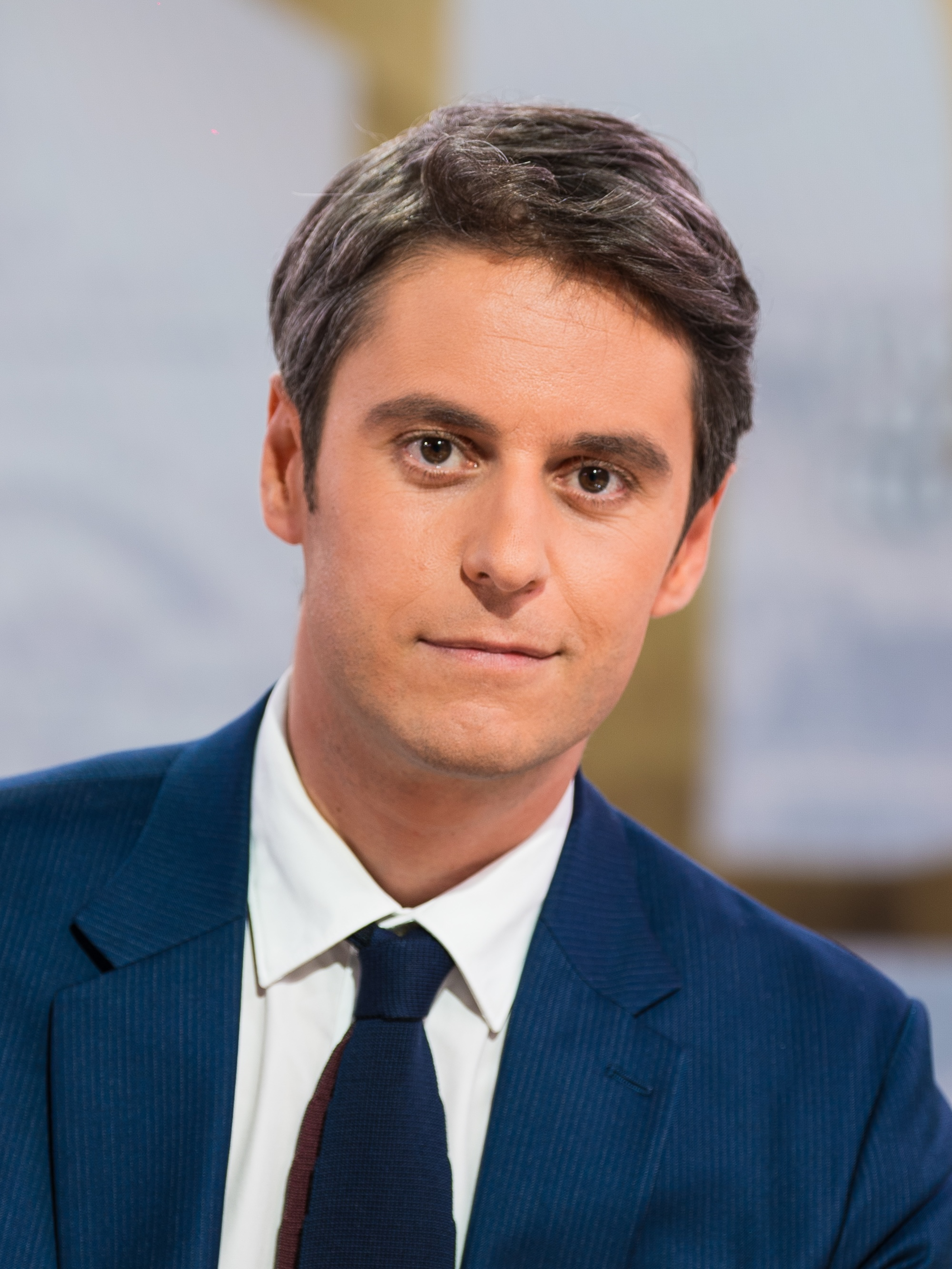
Gabriel Attal (2025)

Gabriel Nissim Attal (* 16. März 1989 in Clamart, Département des Hauts-de-Seine) ist ein französischer Politiker der Partei Renaissance. Er war von Januar 2024 bis September 2024 französischer Premierminister. Zuvor war er von Juli 2020 bis Mai 2022 Regierungssprecher und anschließend beigeordneter Minister für öffentliche Haushalte im Finanz- und Wirtschaftsministerium sowie von Juli 2023 bis Januar 2024 Bildungsminister im Kabinett Borne. Seit Juli 2024 ist er Fraktionsvorsitzender von Renaissance in der Nationalversammlung. 

## Familie
Gabriel Attal wurde 1989 in Clamart bei Paris geboren. Er wuchs mit drei jüngeren Schwestern im 13. und 14. Arrondissement von Paris auf. Sein Vater, Yves Attal (1948–2015), war elsässischer sowie tunesisch-jüdischer Herkunft und arbeitete als Rechtsanwalt und Filmproduzent. Seine Mutter, Marie de Couriss (* 1964 in Paris), ist Angestellte einer Filmproduktionsfirma und im Immobiliengeschäft tätig. Väterlicherseits hat sie adlige, teils aus der Ukraine stammende, teils deutschbaltische Vorfahren; ihre Mutter ist angevinischer Herkunft. Ihre Großmutter war Marie von Meyendorff (1904–1978), Enkelin des russisch-zaristischen Generalmajors Fedor von Meyendorff (1842–1911). De Couriss und ihre Kinder sind orthodox getauft. Die 1984 geschlossene Ehe von Yves Attal und Marie de Couriss wurde im Jahr 2000 geschieden.

## Ausbildung
Seine schulische Ausbildung erhielt Gabriel Attal zunächst an der privaten École Alsacienne im 6. Arrondissement von Paris. Nach dem Abitur studierte er von 2007 bis 2013 an einem Grand établissement, dem Institut d’études politiques de Paris (Sciences Po), zu dessen Absolventen zahlreiche Führungspersönlichkeiten, darunter die letzten sechs Staatspräsidenten Frankreichs, zählen. Das Studium beendete Attal mit einem Master im Fach Affaires publiques (angewandte Politikwissenschaft). Parallel studierte er von 2008 bis 2010 an der Universität Panthéon-Assas. Dieses Studium schloss er mit einer Licence (Bachelor) in Jura ab. 2009/10 arbeitete er zudem als Kulturreferent der Académie de France à Rome.
Wegen der jüdischen Abstammung seines Vaters war Attal laut eigener Aussage zeit seines Lebens von Antisemitismus betroffen. In der Schulzeit sei er zudem homophoben Anfeindungen ausgesetzt gewesen. Attal lebte von 2017 bis 2022 in einer eingetragenen Lebenspartnerschaft (PACS) mit dem Politiker Stéphane Séjourné.

## Politischer Werdegang

### Parlamentarier und Minister
Gabriel Attal war von 2006 bis 2016 Mitglied des Parti socialiste (PS). Von 2012 bis 2017 arbeitete er als Berater und Redenschreiber im Stab der französischen Sozial- und Gesundheitsministerin Marisol Touraine (PS). Er wurde 2014 in den Gemeinderat von Vanves bei Paris gewählt.
Im Jahr vor der Präsidentschaftswahl 2017 trat er der von Emmanuel Macron gegründeten neuen Partei En Marche (2022 in Renaissance umbenannt) bei. Bei der Parlamentswahl im Juni 2017 wurde er als Abgeordneter des zehnten Wahlkreises im Département des Hauts-de-Seine in die französische Nationalversammlung gewählt.
Von Januar bis Oktober 2018 war Attal Sprecher seiner zwischenzeitlich in La République en Marche umbenannten Partei. Von Oktober 2018 bis Juli 2020 hatte er das Amt eines Staatssekretärs im französischen Bildungsministerium unter Minister Jean-Michel Blanquer inne. Damit war er mit 29 Jahren das jüngste Mitglied einer Regierung der Fünften Republik. Sein Parlamentsmandat legte er dafür im November 2018 nieder. Die politische Laufbahn Attals als sogenannter „young global leader“ wird seit 2018 vom Weltwirtschaftsforum gefördert.
Von Juli 2020 bis Mai 2022 war Attal Sprecher der Regierung von Premierminister Jean Castex. Im Mai 2022 wurde er im Kabinett Borne beigeordneter Minister für öffentliche Haushalte (ministre délégué de comptes publics) im Ministerium für Wirtschaft, Finanzen, industrielle und digitale Souveränität. In dieser Tätigkeit setzte er sich unter anderem für eine Erprobung der Vier-Tage-Woche für Beamte ein. Er wurde bei der Parlamentswahl im Juni 2022 erneut als Abgeordneter gewählt und verzichtete im Juli erneut auf sein Mandat, um weiterhin der Regierung anzugehören.
Im Rahmen einer Regierungsumbildung im Juli 2023 wurde Attal unter Premierministerin Élisabeth Borne als Nachfolger von Pap Ndiaye zum französischen Bildungsminister ernannt. Auch in dieser Funktion war er der jüngste Amtsinhaber seit der Gründung der Fünften Republik. Nach mehreren Suizidfällen an französischen Schulen erklärte Attal den Kampf gegen Mobbing in der Schule zu seiner Priorität. Zu Beginn des Schuljahres 2023/24 erließ er zudem eine Verwaltungsvorschrift, die das Tragen der islamisch konnotierten nordafrikanischen Abaya oder des Qamis, des knöchellangen Gewands der arabischen Halbinsel, an Schulen verbietet. Das entsprechende Gesetz gegen das Tragen auffälliger religiöser Symbole an Schulen gibt es seit dem Jahr 2004, eine klare Regelung zu Abayas und Qamis bestand bis zur Vorschrift Attals nicht. Für das Schuljahr 2023/24 kündigte er die Erprobung der Einführung von Schuluniformen, die bereits in den meisten französischen Überseegebieten üblich sind, und Kontrollen des Verbots bestimmter Kleidungsstile in den Schulen an. Er galt daraufhin als beliebtester Minister Frankreichs.

### Premierminister

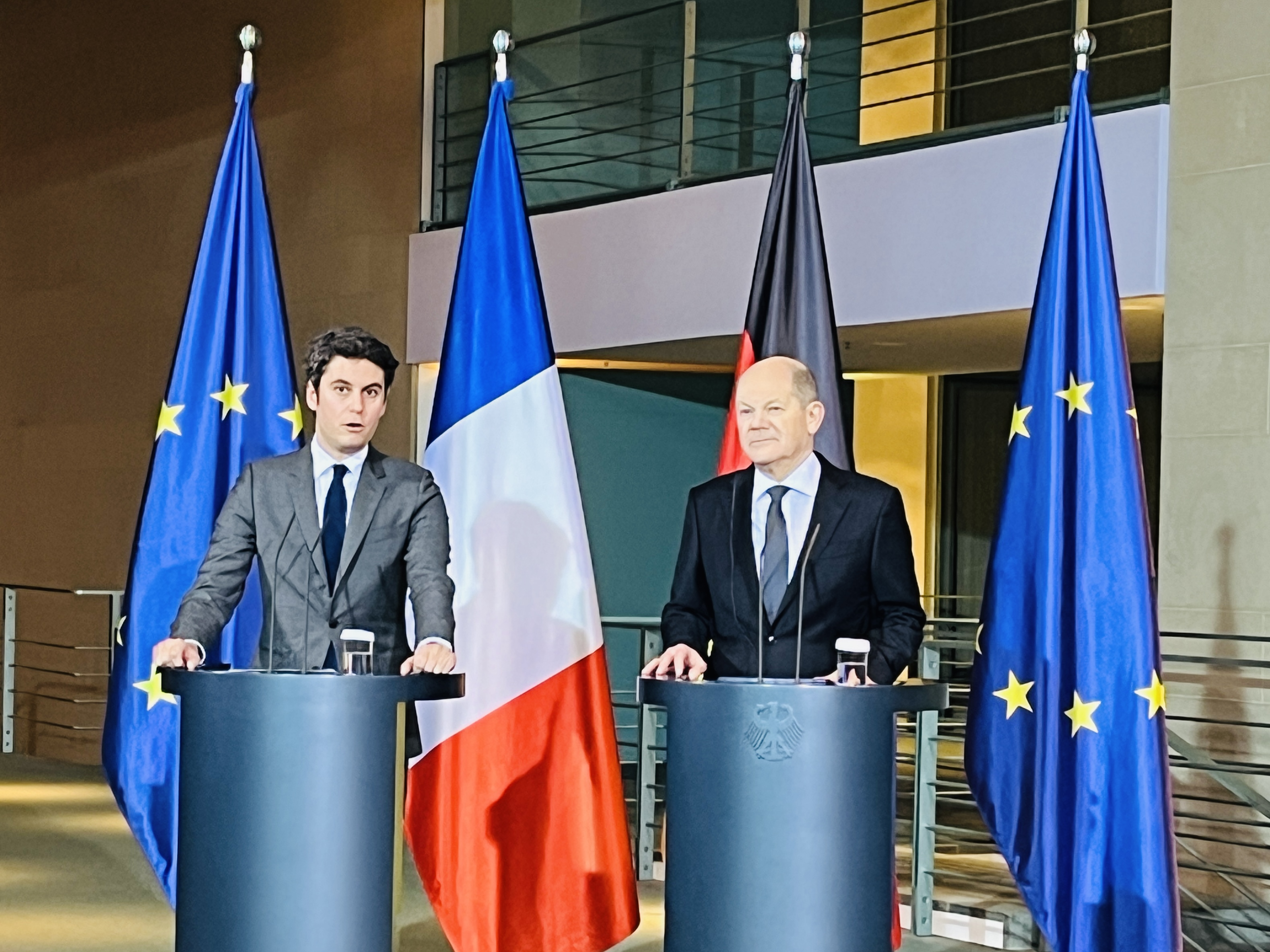
Gabriel Attal und Olaf Scholz im Bundeskanzleramt in Berlin im Februar 2024

Am 9. Januar 2024 wurde Attal von Staatspräsident Macron zum Nachfolger von Premierministerin Borne ernannt und mit der Bildung einer Regierung beauftragt (Kabinett Attal). Er war bei Amtsantritt 34 Jahre alt und damit der bisher jüngste Premierminister Frankreichs.
Als neuer Premierminister Frankreichs kündigte Attal eine Arbeitsmarktreform, Steuersenkungen und Bürokratieabbau an.
Seine erste Regierungserklärung hielt er im Januar 2024 inmitten einer Krise ab. Unterstützt unter anderem vom Rassemblement National, setzten Bauernproteste die französische Regierung unter Druck. Attal gab an, den sozialen Ausgleich zu suchen und Reformen voranzutreiben.
Im Februar 2024 traf sich Attal mit Bundeskanzler Olaf Scholz in Berlin. Beide betonten die Wichtigkeit der deutsch-französischen Freundschaft, insbesondere vor dem Hintergrund aktueller globaler Herausforderungen wie dem Krieg in der Ukraine, sowie Fragen der Energie und des Klimaschutzes.
Im selben Monat schlug Attal vor, im Rahmen des Kinder- und Jugendschutzes eine strikte Altersgrenze für den Gebrauch sozialer Medien einzuführen, um Kinder unter 13 Jahren gänzlich vom Zugang auszuschließen und Jugendlichen zwischen 13 und 15 Jahren die Nutzung nur mit elterlicher Zustimmung zu ermöglichen.
Nach einem Attentat auf eine Konzerthalle in Krasnogorsk bei Moskau mit über 130 Toten im März 2024 verkündete Attal die Aktivierung der höchsten Sicherheitswarnstufe (Plan Vigipirate). Die Entscheidung spiegelte die unmittelbare Bedrohung durch die Terrorbewegung Islamischer Staat wider, der den Angriff für sich beanspruchte, und sollte Risiken für Frankreich begrenzen.
Über die Auflösung der Nationalversammlung durch Präsident Macron wurde Attal wie auch fast alle anderen Führungsfiguren des Präsidentenlager erst unmittelbar vor der Bekanntgabe am Abend der Europawahl 2024 informiert. Er führte das Bündnis der den Präsidenten und damit auch seine Regierung stützenden Parteien, Ensemble pour la République, als Spitzenkandidat in den Wahlkampf. Die Kampagne richtete er darauf aus, Ensemble als Bollwerk gegen die Extremen sowohl von rechts als auch von links zu präsentieren. Im ersten Wahlgang der Parlamentswahl in Frankreich am 30. Juni lag der Stimmenanteil des Bündnisses trotzdem deutlich hinter dem Rassemblement National und dem linken Bündnis Nouveau Front populaire, übertraf aber deutlich das Ergebnis der Europawahlen. Vor dem zweiten Wahlgang am 7. Juli trat Attal dafür ein, dass Ensemble Kandidaten in Wahlkreisen zurückzog, in denen diese hinter Kandidaten von RN und NFP zurücklagen, was schließlich fast flächendeckend geschah. Auch weil umgekehrt der NFP Kandidaten zugunsten von Ensemble zurückzog, konnte das Bündnis im zweiten Wahlgang schließlich die zweitmeisten Mandate hinter dem überraschend in Führung liegenden NFP gewinnen.
Am Tag nach der Parlamentswahl reichte Attal, den Konventionen der fünften Republik entsprechend, seinen Rücktritt als Premierminister ein, der von Staatspräsident Macron aber zunächst abgelehnt wurde. Ein erneutes Rücktrittsgesuch am 16. Juli 2024 nahm Macron an; Attal blieb wie auch ansonsten die Regierung aber bis zur Ernennung von Michel Barnier zum Premierminister am 5. September 2024 geschäftsführend im Amt.

### Nach dem Amt des Premierministers
Attal bewarb sich nach der Parlamentswahl 2024 als Fraktionsvorsitzender von Renaissance in der Nationalversammlung und wurde schließlich als einziger Kandidat mit großer Mehrheit gewählt. Die Kandidatur gilt als Bruch mit Macron, dessen Wunsch es gewesen sein soll, erst im Herbst 2024 über eine neue Fraktionsführung zu entscheiden.